# 松江站 (日本)
松江站（日语：〔〕／ Matsue eki */?）是位於日本島根縣松江市朝日町，屬於西日本旅客鐵道山陰本線的鐵路車站，也是松江市的主要車站。
車站為設有站長的直營站，同時也是負責管理山陰本線上安來車站至田儀車站之間各車站的管理站。

## 历史
1908年官設的山陰本線自米子往西延伸至松江，並設立松江車站。
1953年改建為鋼筋混泥土車站建築，1973年起由於開始將松江市區段的鐵路改建為高架線，貨物業務改交由東松江車站負責，高架車站於1977年完成啟用，而站內的商場シャミネ松江也在隔年啟用。
1987年国鐵分割民營化後，隸屬西日本旅客鐵道。

## 車站構造
松江車站的月台為位於高架二樓的2面4線的島式月台，唯一的驗票口位於高架下方的一樓。
站內設有綠色窗口、綠色售票機、日本旅行Tis松江支店，站舍大部分區域是交由JR西日本旗下的商場シャミネ松江經營。

### 月台配置
| 月台 | 路線     | 方向 | 目的地               | 備註              |
| ---- | -------- | ---- | -------------------- | ----------------- |
| 1、2 | 山陰本線 | 上行 | 米子、鳥取、岡山方向 | 部分停靠於4號月台 |
| 3、4 | 山陰本線 | 下行 | 出雲市、濱田方向     |                   |

位於內側的2號、3號月台為本線使用，外側的1號、4號月台則為待避線使用。

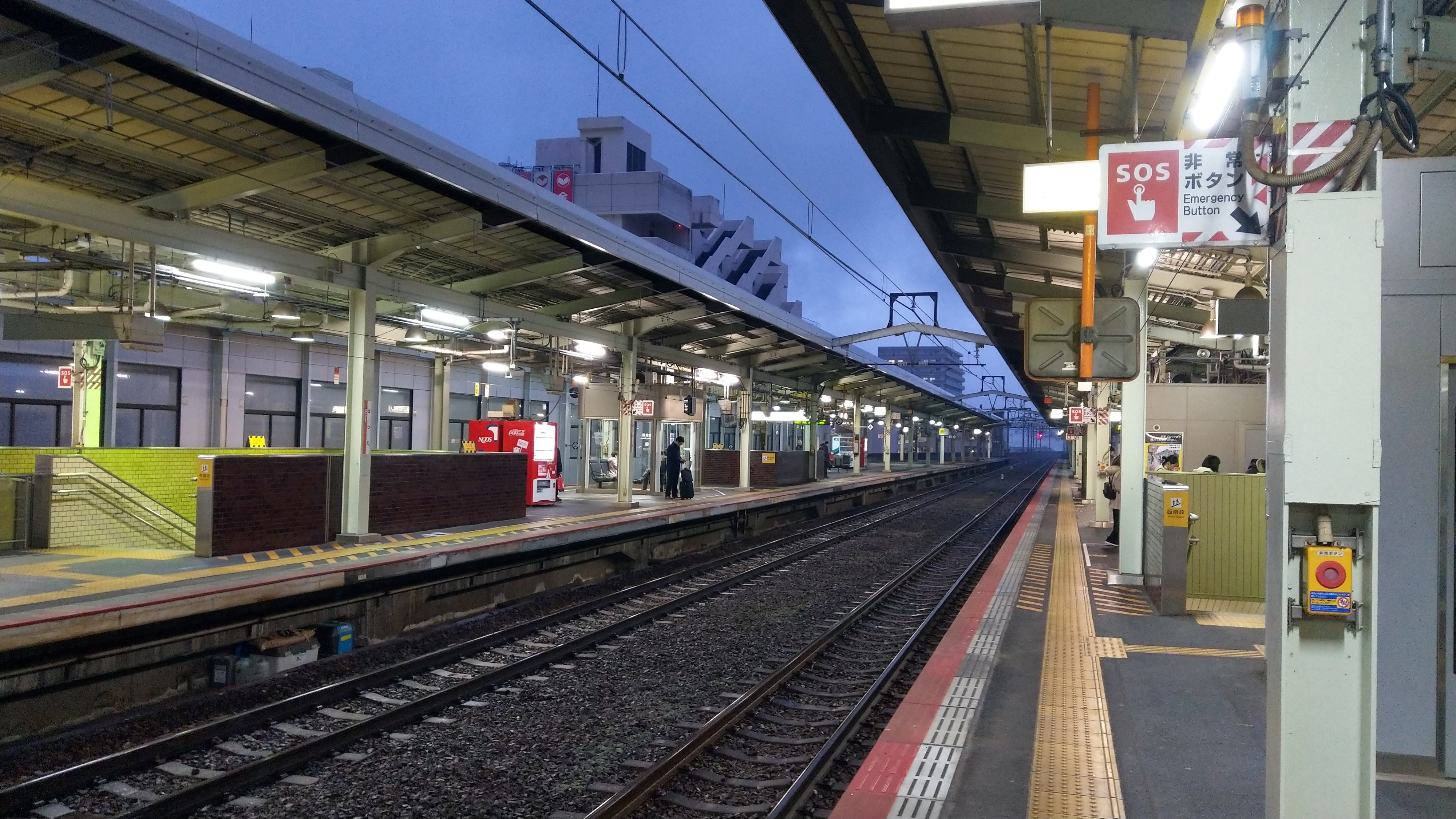
松江車站3號月台，左側鐵路對面為2號月台

## 車站周邊
| 北口 - 巴士乘車處 - 一畑百貨店松江店 - 東橫INN松江站前 - 松江東急卓越大飯店 - Dormy InnEXPRESS松江 - Green Rich Hotel松江站前 - 松江中央郵局 - 山陰合同銀行松江站前支店 - 島根縣立美術館 - 廣島銀行松江支店 - 島根銀行松江站前支店 - 鳥取銀行松江支店 - 島根信用金庫本店營業部 - 島根縣道21號松江島根線 - 島根縣道22號松江停車場線 | 南口 - 永旺松江購物中心 - 松江Universal Hotel - 松江市立中央小學校 - 松江市立第三中學校 - 松江年金事務所 - 島根中央信用金庫 - 國道9號 - 島根縣道21號松江島根線 |

## 相鄰車站
西日本旅客鐵道
 山陰本線
- 特急「超級隱岐」「超級松風」「八雲」、寢台特急「日出出雲」停車站

■快速「水快車」、■快速「鳥取快車」、■普通
東松江－松江－乃木

## 外部連結
- （日語） 松江站情報 （页面存档备份，存于） - JR西日本